# Abid Raja
Abid Qayyum Raja (n. 5 noiembrie 1975, Oslo, Norvegia) este un avocat norvegian și membru al Partidului Liberal din Norvegia, care a fost Ministru al Culturii între 2020 și 2021. A fost ales in Storting ca reprezentant al Akershus în 2013. În octombrie 2017, Raja a fost ales vicepreședinte al Storting-ului, fiind al doilea musulman din istoria Norvegiei care ocupă această poziție.

## Date generale
Abid Qayyum Raja s-a născut în Oslo, dintr-o familie de origine pakistaneză și a locuit în cartierul St. Hanshaugen din Oslo. Tatăl lui, Abdul Qayyum Raja (n. 1937) a fost muncitor într-o fabrică de oțel iar mama lui, Akthar Nasim (1949 - 2021) a fost casnică. Raja își descrie părinții ca "folosind violența ca metodă de creștere a copiilor, violența fiind relativ comună în comunitatea mea". În 1992, la vârsta de 15 ani a fost luat de acasă de serviciile de protecție a copilului din cauza violenței din familie. A fost inițial plasat într-un ospiciu pentru recuperare din cauza dependenței de droguri. După aceea a fost plasat într-un orfelinat și a abandonat liceul.
După 6 luni în orfelinat, i s-a dat voie să se întoarcă acasă, iar după aceea părinții lui l-au trimis în Pakistan. La reîntoarcerea în Norvegia, s-a reînscris la liceu și conform spuselor lui "avea ca scop să ajungă avocat" după ce văzuse filmul JFK cu Kevin Costner. 

### Educație
După ce a absolvit liceul, s-a înscris la Universitatea din Southampton și a absolvit cu o diplomă în Drept despre Drepturile Omului și științe comportamentale. Raja a fost în 2003 primul cetățean norvegian care nu era de etnie norvegiană care a primit o bursă de studiu de la Universitatea Oxford, Wadham College unde a făcut un Master în psihologie. Aceasta deține și o diplomă de licență în criminologie și un master cum laude în drept Cand.jur. de la Universitatea din Oslo.